# USS Radford (DD-446)
El USS Radford (DD-446) fue un destructor clase Fletcher de la Armada de los Estados Unidos.

## Construcción y características

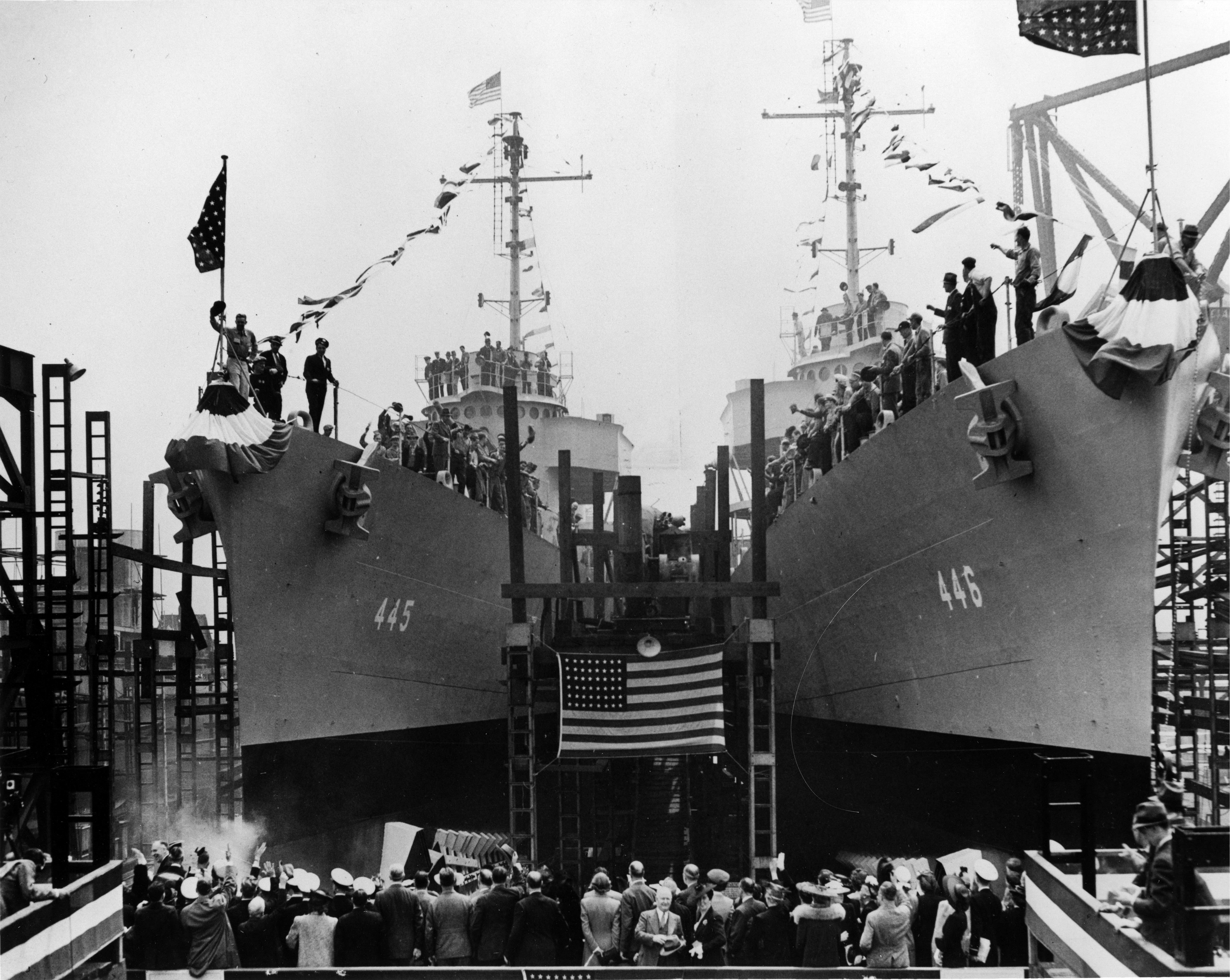
Botadura de los destructores USS Fletcher (DD-445) y USS Radford (DD-446) de la Armada de los EE. UU. en Federal Shipbuilding and Drydock Company, Kearny, Nueva Jersey (EE. UU.), el 3 de mayo de 1942.

Fue construido por el Federal Shipbuilding and Drydock Company de Kearny, Nueva Jersey. Fue puesto en gradas el 2 de octubre de 1941, botado el 3 de mayo de 1942 y puesto en servicio el 22 de julio de 1942.
Tenía un desplazamiento estándar de 2325 t, pudiendo desplazar 2924 t con carga plena. Su eslora medía 112,5 m, su manga 12,07 m y su calado 4,19 m.
Estaba armado de cinco cañones de calibre 127 mm, siete cañones de 20 mm, diez tubos lanzatorpedos de 533 mm y dos ramas para el lanzamiento de cargas de profundidad.

## Servicio

### Segunda Guerra Mundial

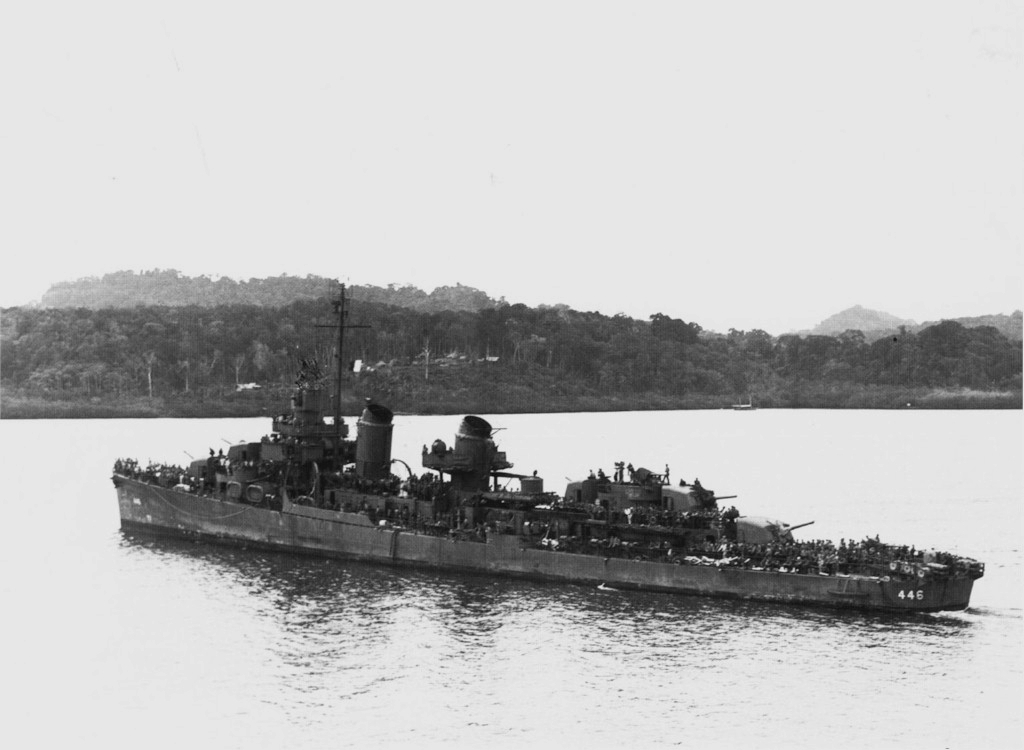
El Radford con sobrevivientes del Helena.

Tras pasar la fase de pruebas, el USS Radford remolcó al incendiado transporte USS Wakefield a Halifax, donde se apagó el fuego. Después de realizar una patrulla en busca de submarinos en el Atlántico Norte, cruzó al océano Pacífico el 5 de diciembre de 1942.
En Numea, el DD-446 se unió al Task Group 67.5 con el cual bombardeó posiciones japonesas durante la campaña de Guadalcanal, el 19 de enero de 1943. En la noche del 23 al 24, atacó otro punto enemigo, en Kolombangara y, en la siguiente semana, derribó tres aviones. Luego, el Radford replegó a Tulagi, desde donde salió de nuevo para apoyar la ocupación de las islas Russell por tropas estadounidenses. El destructor atacó el aeródromo de Munda e instalaciones en la isla Nueva Georgia, en la noche del 5 al 6 de marzo y, bajo la nocturnidad del 15 al 16, bombardeó Kolombangara.
El 29 de junio de 1943, el Radford avanzó con el primer escalón de la fuerza oeste hacia Rendova, para realizar bombardeos de costas y patrulla antisubmarina en apoyo a los desembarcos de Rendova. Durante esta acción, derribó cinco aviones. El 1 de julio, dañó un submarino japonés con fuego de cañones y cargas de profundidad. En la noche del 5 al 6, participó de la batalla del Golfo de Kula, disparando sobre tres buques enemigos y recuperando los náufragos del crucero USS Helena. Durante la noche del 12 al 13 de julio, el Radford prestó cobertura a una operación del Task Group 60.1. El día 17, partió desde las islas Salomón hacia Nuevas Hébridas, para continuar hacia las islas Auckland y luego Numea. Recalando en la isla de Guadalcanal el 14 de septiembre, el DD-446 eliminó barcazas enemigas. El 25 de noviembre de 1944, hundió al submarino I-40 en Makin. Finalizó su misión el 15 de diciembre de 1943 arribando a la ciudad de San Francisco, California para un mantenimiento.
Para el 2 de febrero de 1944, el Radford estaba de vuelta en el atolón de Majuro, islas Marshall. El día 18, prestó cobertura a unos buques tanque que suplían a la fuerza de ataque en Chuuk. Luego, custodió la flota de reaprovisionamiento hasta las Nuevas Hébridas. En marzo, regresó a las islas Salomón y bombardeó posiciones de artillería en Bougainville.
En abril de 1944, el Radford marchó a Nueva Guinea y bombardeó playas de la bahía Humboldt en apoyo a los desembarcos ejecutados en esa zona.
El 12 de septiembre, viajó a Pearl Harbor para reparaciones.
El 4 de diciembre, escoltó un grupo de buques mercantes al golfo de Leyte. Continuó operando en esa zona y Mindoro hasta que partió al golfo de Lingayen el 4 de enero de 1945. Después, apoyó los desembarcos en Luzón y las playas en Bataán. Mientras maniobraba para ayudar al destructor USS La Vallette, que había sido dañado por minas, el Radford resultó dañado por otra mina.
Zarpó hacia el golfo de Leyte el 20 de febrero de 1945, y continuó a Enewetak, Pearl Harbor y San Francisco. Permaneció bajo reparaciones hasta el 30 de septiembre y fue retirado del servicio el 17 de enero de 1946.

### Servicio en Corea y Vietnam
El USS Radford fue convertido en destructor escolta siendo equipado con defensas contra submarinos. Su identificación DD-446 pasó a ser DE-446. Regresó al servicio el 26 de marzo de 1949 y partió a Pearl Harbor.
En mayo de 1950, escoltó al portaviones USS Valley Forge a la bahía de Súbic (Filipinas) y Hong Kong. En ese año, inició la guerra de Corea. El Radford fue despachado a la península de Corea hasta el 9 de noviembre de 1950. Regresó a la zona del conflicto el 19 de noviembre de 1951 integrando la Task Force 77. Realizó operaciones de bombardeos de costas y apoyo a dragaminas. También, rescató sobrevivientes del buque Easton en la costa de Japón. El 4 de septiembre de 1952, regresó a su base en Pearl Harbor.
Se reincorporó a la Task Force 77 en 1953 y bombardeó la costa este de Corea. Del 12 al 22 de julio, avanzó a Wŏnsan junto al crucero USS Manchester y efectuó bombardeos. Después de unas tareas de patrulla en el estrecho de Taiwán, regresó a su base el 30 de noviembre.
El 25 de marzo de 1960, entró al U. S. Naval Shipyard de Pearl Harbor para una modernización bajo el programa FRAM II. Se le instaló un hangar de helicóptero y una cubierta de vuelo.
Entre 1967 y 1969, sirvió en la guerra de Vietnam, bombardeando posiciones enemigas en Vietnam del Sur.
El USS Radford causó baja el 10 de noviembre de 1969 y fue vendido como chatarra.